# Tang-Shan (cràter)
Tang-Shan és un cràter sobre la superfície de (951) Gaspra, situat amb el sistema de coordenades planetocèntriques a 59 ° de latitud nord i 256 ° de longitud est. Fa un diàmetre de 2.1 km. El nom va ser fet oficial per la UAI l'any 1994 i fa referència a Tangshan, una ciutat a la Xina amb balneari.